# Science
Science è una rivista scientifica pubblicata dall'American Association for the Advancement of Science, ed è considerata una delle più prestigiose riviste in campo scientifico, insieme a Nature.
La rivista riceve un'immensa quantità di articoli, dei quali solo una piccolissima parte, accuratamente scelta, viene pubblicata. Essa viene pubblicata settimanalmente, gli abbonati sono 130.000. Tuttavia, considerando l'accesso online, il pubblico di lettori stimato è intorno a 570.000. Nel 2014 il fattore d'impatto della rivista era di 33,611.

## Storia

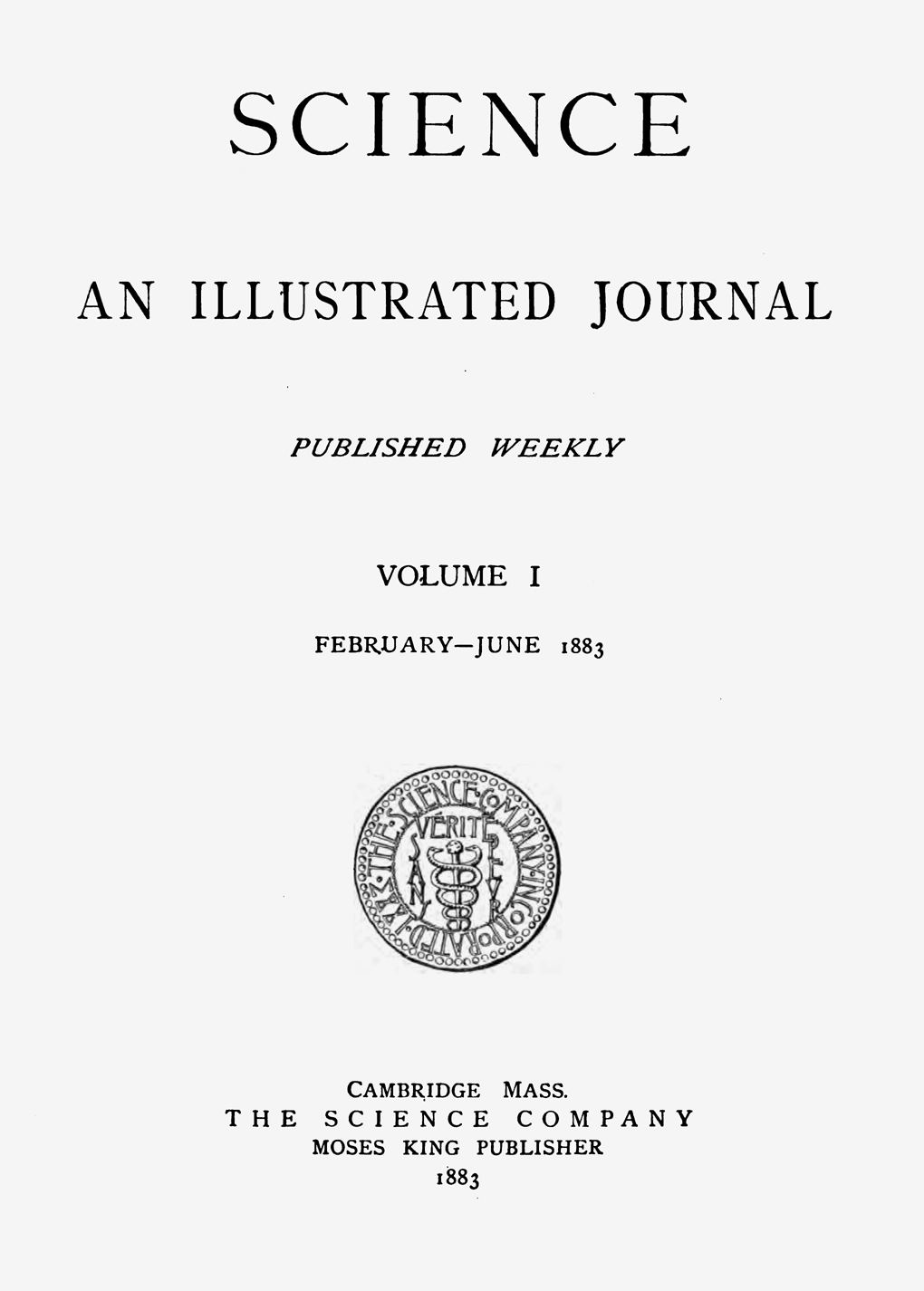
Frontespizio del primo volume di Science, rifondata nel 1883

È stata fondata nel 1880 da un giornalista newyorkese, John Michaels, con il finanziamento dapprima di Thomas Edison e poi di Alexander Graham Bell. Edison dovette interrompere quasi subito la sua cointeressenza, in quanto la sua reputazione andava calando, visti i ritardi nella promessa commercializzazione della lampadina. Così la rivista terminò la pubblicazione nel marzo 1882. Tuttavia, lo stesso Bell e Gardiner Greene Hubbard ne rilevarono la proprietà e assunsero il giovane entomologo Samuel H. Scudder per rifondarla un anno dopo.

## Argomenti trattati

### Scienze della vita
- Anatomia/Morfologia/Biomeccanica
- Antropologia
- Archeologia
- Biochimica
- Botanica
- Biologia cellulare
- Sviluppo
- Ecologia
- Epidemiologia
- Evoluzione
- Genetica
- Immunologia
- Medicina
- Microbiologia
- Biologia molecolare
- Neuroscienza
- Farmacologia/Tossicologia
- Fisiologia
- Psicologia
- Virologia
- Zoologia

### Scienze fisiche
- Astronomia
- Chimica
- Fisica
- Fisica applicata
- Informatica
- Ingegneria
- Matematica
- Oceanografia
- Paleontologia
- Planetologia/Geochimica/Geofisica
- Robotica
- Scienza dei materiali
- Scienza dell'atmosfera

### Scienze Sociali
- Economia e Commercio
- Scienze politiche
- Scienze dell'educazione
- Sociologia
- Storia
- Filosofia della scienza

## Giornali
Data l'enorme quantità di argomenti trattati, nel corso degli anni sono nati diversi giornali appartenenti a Science:
- Science Advances, che raccoglie gli articoli non pubblicati su Science.
- Science Immunology, che pubblica ricerche nel campo dell'immunologia.
- Science Robotics, che pubblica ricerche nel campo della robotica.
- Science Signaling, che pubblica ricerche in campo di segnalazione cellulare e di regolazione dei processi cellulari.
- Science Translational Medicine, che raggruppa tutte le ricerche in campo medico.